# Ronshausen
Ronshausen är en kommun och ort i Landkreis Hersfeld-Rotenburg i Regierungsbezirk Kassel i förbundslandet Hessen i Tyskland.
Den tidigare kommunen Machtlos uppgick i Ronshausen 31 december 1971.